# Jean-Simon DesRochers
Pour les articles homonymes, voir Desrochers.
Œuvres principales
Jean-Simon DesRochers, né le 1er novembre 1976 à Montréal, est un écrivain et scénariste québécois. Il est également professeur de littérature au Département des littératures de langue française, Université de Montréal.

## Biographie
Il favorise la création de projets littéraires à la fois complexes et accessibles. D'abord intéressé par la poésie, il fonde en 2003 la revue Dialogis avec la collaboration de Andrée-Anne Dupuis-Bourret, devenue par après sa conjointe, Éric Gougeon et Laurent Lamarche.  Dès lors, il publie un manifeste, divers essais, ainsi que des nouvelles. À la fin du projet Dialogis, il se retire pour rédiger des romans ; le premier, La Canicule des pauvres paraît en 2009.  En 2011, il publie son deuxième roman, Le Sablier des solitudes. 
La Canicule des pauvres est un roman foisonnant en personnages qui compte près de 700 pages dans son édition originale. Centré autour d'un immeuble résidentiel d'un quartier populaire au cœur de Montréal, il raconte les vies entrecroisées des différents occupants dans un tourbillon de sexe, drogues, rock 'n roll et bandes dessinées. Le roman est divisé en très nombreux chapitres pour la plupart brefs et tournant autour d'un seul personnage. L'action se déroule lors d'une semaine de chaleur intense au début du mois de juillet. Salué par la critique, le roman est un succès de librairie et est en lice pour plusieurs prix. 
Le Sablier des solitudes reprend une structure similaire, et suit l'existence de 13 personnages impliqués en fin de roman dans un carambolage massif sur une route enneigée par une journée glaciale de janvier. Cette fois, les personnages ne se croisent pas, sauf lors de l'accident où ils sont tous impliqués, et la structure en forme de sablier évoque autant l'avant- et l'après-accident que le moment fatidique décrit avec une précision quasi-mathématique (l'auteur explique avoir dessiné avec précision l'endroit et la position où se retrouve chacun des véhicules impliqués afin de bien situer tous ses personnages dans l'espace au moment de la collision). Un des personnages du Sablier apparaissait déjà brièvement dans La Canicule des pauvres, une technique que l'auteur promet de réutiliser lors de ses prochains romans, qui formeront ainsi une chronique imbriquée de la société québécoise contemporaine. Plus court et moins intimidant que son premier roman, Le Sablier des solitudes confirme autant le succès public du précédent roman que l'accueil critique favorable accordé à son auteur. 
Pour son troisième roman, Demain sera sans rêves (2013), il propose un récit de mémoires axé sur un style fragmenté, opérant selon un temps narratif non linéaire, croisant le roman d'anticipation à la poésie, ainsi que le réalisme sale déjà présent dans ses deux premiers romans. Jouissant d'une réception critique très positive, oscillant entre le grand roman et l'incompréhension fascinée, Demain sera sans rêves est considéré par certains comme la confirmation que DesRochers réalise une œuvre foisonnante.
Après une pause de quelques années, consacrée en partie à la rédaction de sa thèse de doctorat en littérature, il revient en 2017 avec un autre roman touffu, celui-ci en deux tomes, intitulé L'Année noire. Il explique avoir voulu séparer le roman en deux parties parce qu'il aurait sinon fallu publier une véritable brique, rendue difficile à lire par son nombre imposant de pages. La première partie, intitulée Les Inquiétudes, est publiée en mai, alors que la seconde, Les Certitudes, lui fait suite à l'automne. Le roman, dont l'action se situe dans l'est de Montréal dans le quartier où se trouve l'immeuble de la Canicule des pauvres, commence avec la disparition d'un jeune garçon alors qu'il se promène à bicyclette dans un parc près du logement de ses parents. Le roman met en scène différents habitants du quartier, plus ou moins affectés par l'affaire, autour de ses parents, dont le couple chancelait déjà avant la disparition de leur fils et qui n'ont désormais pratiquement plus aucun sentiment l'un pour l'autre. Les deux tentent chacun de leur côté de tout mettre en branle pour retrouver le jeune disparu, alors que les soupçons se tournent rapidement vers un réseau lié à la pornographie pédophile. Des personnages des précédents romans de Jean-Simon DesRochers se retrouvent dans ce livre, dont la propriétaire de l'immeuble de la Canicule des pauvres ainsi que son concierge, une urgentologue qui a soigné certaines des victimes du carambolage monstre du Sablier des solitudes, et un autre qui croit avoir transmis ses souvenirs à son frère par télépathie, comme dans Demain sera sans rêves. Le tout ajoute au caractère balzacien de ce roman ambitieux, qui englobe un grand pan de vie montréalaise au début du XXIe siècle. Encore une fois, la critique est élogieuse, comparant le roman à un « modèle réduit de la société » et qu'à la suite de sa lecture « nous ne regarderons jamais plus nos voisins de la même manière ».
Le roman suivant de DesRochers, Les Limbes, paru en 2019, se distingue des précédents par son caractère beaucoup plus conventionnel. Il suit de manière linéaire la vie du protagoniste Michel Best, de sa naissance d'une mère prostituée dans une maison close du Red-light District de Montréal en 1939, jusqu'au début des années 1980, alors qu'il termine une carrière d'enquêteur au sein du Service de police de la Ville de Montréal. Il n'y a pas cette fois multiplication des points de vue, mais le roman reste imbriqué dans l'édifice bâti par l'auteur, puisqu'on y voit les débuts du Galant, l'immeuble où se déroulera La Canicule des pauvres, et que le personnage secondaire de Roland Malarche se retrouve aussi dans les deux livres. On y revit les grandes heures de ce quartier mal famé, des efforts pour le raser et enrayer le vice qu'il incarnait, ainsi que de la modernisation rapide du Québec dans les années 1960 et de l'émergence des mouvements indépendantistes. Dépourvu des artifices stylistiques qui ont fait la force des romans précédents, celui-ci est moins bien accueilli par un critique, qui reproche à l'auteur de revenir sur un terrain déjà maintes fois exploré par d'autres, alors qu'ailleurs on évoque une réussite.
Le monde se repliera sur toi, roman paru en 2022, revient à la structure du roman polyphonique, mais dans une œuvre plus courte (252 pages) et plus dense, où l'auteur se penche sur le déni par l'individu, et malgré les évidences, de la crise climatique actuelle et des conséquences de cette irrésolution. La structure du roman est celle d'un ruban se repliant sur lui-même pour revenir à son point de départ, chaque chapitre de trois ou quatre pages étant centré sur un personnage, et le chapitre suivant sur un personnage différent qui est soit apparu brièvement dans le chapitre précédent, soi a un lien - parfois ténu ou relevant du pur hasard - avec le personnage central précédent. Si l'action principale se déroule encore à Montréal, la succession des personnages se donnant le relais amène le récit à toutes sortes d'endroits, par exemple en Nouvelle-Zélande, à Vancouver, à Tchernobyl, ou dans un match de la Ligue nationale de hockey à Philadelphie. La boucle se déroule à trois reprises, et se termine chaque fois à Montréal, autour du même événement dramatique.
Avec Le masque miroir (2024). DesRochers revient sur des thèmes déjà abordés - un récit circulaire, et de nombreuses références à son premier roman, La canicule des pauvres, y compris plusieurs scènes se déroulant dans l'immeuble «Le Galant», qui est au centre de cette première œuvre. Cependant, pour la première fois, il se met lui-même en scène, sous le personnage de Rémi Roche, écrivain et universitaire. Cette exofiction sert de réflexion sur les relations entre l'auteur et ses personnages, mais également sur la possibilité que la fonction auctoriale soit accaparée par une intelligence artificielle. Encore une fois, la critique est élogieuse : par exemple, Marie Fradette écrit dans Le Devoir: «DesRochers se fait à la fois psychopathe, paranoïaque, sensible et troublant. Puis, dans toute cette schizophrénie, il explore habilement l’omniprésence de l’intelligence artificielle, allant jusqu’à ébranler nos convictions relatives à l’auteur réel de ce récit."

## Œuvres

### Poésie
- L'Obéissance impure, éditions Les Herbes rouges, 2001
- Parle Seul, éditions Les Herbes rouges, 2003
- Les Espaces, éditions Les Herbes rouges, 2016
- La poésie des Herbes Rouges, anthologie co-éditée avec Roxane Desjardins, éditions Les Herbes rouges, 2018
- Les Animaux ventriloques, éditions Les Herbes rouges, 2019
- Prélude et suite en noir, Éditions du Boréal, 2024

### Romans
- La Canicule des pauvres, éditions Les Herbes rouges, 2009
- Le Sablier des solitudes, éditions Les Herbes rouges, 2011
- Demain sera sans rêves, éditions Les Herbes rouges, 2013
- L'Année noire, tome 1: "Les Inquiétudes", éditions Les Herbes rouges, 2017
- L'Année noire, tome 2: "Les Certitudes", éditions Les Herbes rouges, 2017
- Les Limbes, éditions Les Herbes rouges, 2019
- Le monde se repliera sur toi, Éditions du Boréal, 2022
- Le masque miroir, Éditions du Boréal, 2024

### Essai
- Processus agora. Approche bioculturelle des théories de la création littéraire, éditions Les Herbes rouges, 2015

### Nouvelles
- Trois Arpents, collectif La Campagne, éditions Rodrigol, 2005
- Keep it straight, revue Zinc, no 9, 2006
- C'est mort, revue Biscuit Chinois no 8, 2008
- Le Désespoir ordinaire de madame l'agente, revue Zinc, no 18, 2009
- Le Bruit, le bruit, revue Moebius, no 130, 2011
- Six Jours en été pour une femme froide, collectif Amour et libertinage, éditions Les 400 coups, 2011
- Les Isoloirs, revue XYZ, no 100, été 2012
- La Sauce, collectif La Politique, éditions Rodrigol, 2012
- La Tout Croche, collectif Maison de jeunes, éditions Ta mère, 2013
- La Grise, revue XYZ no 121, 2015
- Exemple du cambiste périphérique, collectif Il n’y a que les fous, éd. L’instant même, 2015
- L’enfant plante, collectif Zoofolie, éd. Nota bene, 2015
- Le jour d'avant, app. Opuscule UNEQ, 2017
- Je parlerai sans manières de ma vie comme de mes amours, collectif Langues en dialogue(s), éd. Tangentielles, 2021

### Poèmes isolés
- Poèmes de l'homme assis, revue Estuaire, no 142, 2010
- Cueillette, revue Les Écrits no 142, 2015
- Chambrées, revue Estuaire, no 168, 2017

## Scénario
- Ville-Marie, en collaboration avec Guy Édoin, Max Films

## Prix et distinctions
- 2001 : Finaliste au Prix Émile-Nelligan pour L'Obéissance impure
- 2001 : Mention au Prix Jacqueline-Déry-Mochon pour L'Obéissance impure
- 2003 : Prix Émile-Nelligan pour Parle seul[13]
- 2011 : Finaliste au Grand prix littéraire Archambault pour La Canicule des pauvres
- 2011 : Finaliste au Prix des libraires du Québec pour La Canicule des pauvres
- 2011 : Finaliste au Prix du Gouverneur général du Canada pour Le Sablier des solitudes
- 2011 : Finaliste au Prix littéraire des collégiens 2012 pour Le Sablier des solitudes
- 2012 : Finaliste au Prix des libraires du Québec pour Le Sablier des solitudes
- 2017 : Sélection au Prix des libraires du Québec pour L'Année noire tome 1 : Les Inquiétudes
- 2019 : Sélection au Prix des libraires du Québec pour Les Limbes
- 2025 : Sélection au Prix des libraires du Québec pour Le Masque miroir
- 2025 : Prix Arlette-Cousture pour Le Masque miroir